# Chloe x Halle
Pour les articles homonymes, voir CXH.
Chloe x Halle (CXH) est un duo de chanteuses et actrices américaines composé des sœurs Chloe Bailey et Halle Bailey (nées respectivement le 1er juillet 1998 et le 27 mars 2000).

## Biographie
Chloe et Halle se sont fait connaitre en postant des vidéos de reprises sur YouTube, sous le nom de Chloe x Halle. Elles reprennent des chansons de Beyoncé, Alicia Keys, Rihanna, John Legend ou encore Miley Cyrus, et sortent le 23 septembre 2013 leur premier EP Uncovered, contenant quatre reprises (Applause de Lady Gaga, Roar de Katy Perry, We Can't Stop et Wrecking Ball de Miley Cyrus).
En décembre 2012, les sœurs Bailey remportent le concours de chant The Next BIG Thing organisé par Radio Disney. Elles apparaissent quelques mois plus tard dans la série Austin et Ally dans laquelle elles interprètent leur tout premier single Unstoppable, présent dans l'album Austin & Ally: Turn It Up.
Fin 2013, Chloe et Halle publient une reprise de la chansons Pretty Hurts de Beyoncé qui deviendra virale (plus de 12 millions de vues), à tel point que Beyoncé elle-même publiera la vidéo sur les réseaux sociaux.
En 2015, les deux sœurs signent chez Parkwood Entertainment, label créé par Beyoncé.
Les sœurs participent au single This is for My Girls sorti en mars 2016, hymne de la campagne pour l'éducation des filles dans le monde Let Girls Learn de Michelle Obama.
Le 29 avril 2016, Chloe x Halle sortent leur deuxième EP (le premier contenant leurs propres chansons) : Sugar Symphony, contenant le single Drop dont le clip comptabilise plus de 2 millions de vues. Elles sont invitées à chanter dans plusieurs festivals, émissions télévisées, ainsi qu'à la Maison-Blanche, ce qui leur permet de promouvoir leur EP.
Lors de la tournée européenne en été 2016 du Formation World Tour de Beyoncé, Chloe x Halle sont invitées à faire la première partie. En septembre 2016, les deux sœurs font leur première couverture de magazine, celle de Paper, puis apparaissent dans d'autres magazines tels que ELLE, Teen Vogue, Dazed... Elles deviennent quelques semaines plus tard les égéries de la marque de cosmétique CoverGirl (en).
En automne 2016, Chloe et Halle font la première partie de la chanteuse Andra Day lors de sa tournée Cheers to the Fall 2016 Tour.
Le 16 mars 2017, elles sortent leur première mixtape intitulée The Two of Us qu'elles promeuvent lors de nombreux festivals, notamment celui de Tidal.
Les sœurs Bailey figurent sur la bande son de la série Dear White People, diffusée le 28 avril 2017 sur Netflix, avec la chanson Bougie Party.
En octobre 2017, Chloe et Halle collaborent avec la chanteuse Willow Smith sur le titre Lonely Road issu de l'album The 1st. Le mois suivant, elles sortent le single I Say So en partenariat avec l'ONU afin de promouvoir la journée mondiale des enfants.
Depuis le 3 janvier 2018, les sœurs Bailey sont à l'affiche de la série Grown-ish, spin-off de Black-ish, dans le rôle des jumelles Jazz et Sky aux côtés de Yara Shahidi.
Le 23 mars, Chloe et Halle sortiront leur premier album The kids Are Alright, qui contient les titres Grown, The Kids Are Alright ainsi que Warrior, bande originale du film Un raccourci dans le temps.
Le 8 avril 2018, lors de WrestleMania 34, show annuel de la WWE, Chloe et Halle interprète en ouverture l'hymne "America the Beautiful".
Le 4 juillet 2019, Disney annonce avoir choisi Halle Bailey pour incarner Ariel dans l'adaptation en prise de vue réelle de La Petite Sirène.
Le 10 décembre 2020, le duo de sœurs est apparu au rassemblement virtuel Billboard's Women in Music pour interpréter leur chanson "Baby Girl".

## Vie privée
Chloe et Halle Bailey sont nées à Atlanta (Géorgie) respectivement le 1er juillet 1998 et le 27 mars 2000 puis s'installeront à Los Angeles. Elles ont un petit frère, Branson.

## Discographie

### Albums/EP/Mixtapes
| Titre                | Détails                                                   | Genre   |
| -------------------- | --------------------------------------------------------- | ------- |
| Uncovered            | - Sortie : 23 septembre 2013 - Label : ADED.US            | EP      |
| Sugar Symphony       | - Sortie : 29 avril 2016 - Label : Parkwood Entertainment | EP      |
| The Two of Us        | - Sortie : 16 mars 2017                                   | Mixtape |
| The Kids Are Alright | - Sortie : 23 mars 2018                                   | Album   |
| Ungodly Hour         | - Sortie : 12 juin 2020                                   | Album   |

### Singles
| Titre                | Année | Album/EP/Mixtape     |
| -------------------- | ----- | -------------------- |
| Drop                 | 2016  | Sugar Symphony       |
| Fall                 | 2016  | Sugar Symphony       |
| I Say So             | 2017  | -                    |
| Grown                | 2017  | The Kids Are Alright |
| The Kids Are Alright | 2018  | The Kids Are Alright |
| Warrior              | 2018  | The Kids Are Alright |
| Do It                | 2020  | Ungodly Hour         |
| Forgive Me           | 2020  | Ungodly Hour         |
| Ungodly Hour         | 2020  | Ungodly Hour         |

#### En tant qu'invitées
| Titre                | Artiste        | Année | Album                        |
| -------------------- | -------------- | ----- | ---------------------------- |
| Unstoppable          | Austin et Ally | 2013  | Austin & Ally: Turn It Up    |
| This is for My Girls | Various        | 2016  | -                            |
| Bougie Party         | Various        | 2017  | Dear White People Soundtrack |
| Lonely Road          | Willow Smith   | 2017  | The 1st                      |
| I Say So             | Various        | 2017  | -                            |

## Vidéographie
| Titre                | Année | Album                |
| -------------------- | ----- | -------------------- |
| Drop                 | 2016  | Sugar Symphony       |
| Fall                 | 2016  | Sugar Symphony       |
| Grown                | 2017  | The Kids Are Alright |
| The Kids Are Alright | 2018  | The Kids Are Alright |
| Warrior              | 2018  | The Kids Are Alright |
| Do It                | 2020  | Ungodly Hour         |
| Forgive me           | 2020  | Ungodly Hour         |
| Ungodly hour         | 2021  | Ungodly Hour         |

### En tant qu'invitées
Chloe x Halle apparaissent dans l'album visuel Lemonade de Beyoncé.

## Tournées

### En tant qu'invitées
| Année | Artiste   | Tournée                      | Détails                                  |
| ----- | --------- | ---------------------------- | ---------------------------------------- |
| 2016  | Beyoncé   | Formation World Tour         | Première partie de la tournée européenne |
| 2016  | Andra Day | Cheers to the Fall 2016 Tour | Première partie                          |

## Filmographie

### Cinéma
| Année | Titre                    | Rôle de Chloe  | Rôle de Halle |
| ----- | ------------------------ | -------------- | ------------- |
| 2003  | The Fighting Temptations | Lilly, jeune   | NC            |
| 2006  | Vacances sur ordonnance  | Angie          | Tina          |
| 2008  | Meet the Browns          | Tosha Brown    | NC            |
| 2008  | Gospel Hill              | Anna           | NC            |
| 2012  | Joyful Noise             | Choristes      | Choristes     |
| 2021  | The Georgetown Project   | Blake Holloway | NC            |
| 2023  | La Petite Sirène         | NC             | Ariel         |

### Télévision

#### Téléfilms
| Année | Titre             | Rôle de Chloe | Rôle de Halle |
| ----- | ----------------- | ------------- | ------------- |
| 2012  | Let It Shine      | Choristes     | Choristes     |
| 2016  | Beyoncé: Lemonade | elles-mêmes   | elles-mêmes   |

#### Séries télévisées
| Année       | Titre                        | Rôle de Chloe  | Rôle de Halle | Notes                |
| ----------- | ---------------------------- | -------------- | ------------- | -------------------- |
| 2007        | Tyler Perry's House of Payne | NC             | Tiffany       | Saison 1, épisode 30 |
| 2013        | Austin et Ally               | elles-mêmes    | elles-mêmes   | Saison 2, épisode 24 |
| depuis 2018 | Grown-ish                    | Jazlyn Forster | Sky Forster   | Rôles principaux     |